# طريق وادي النار

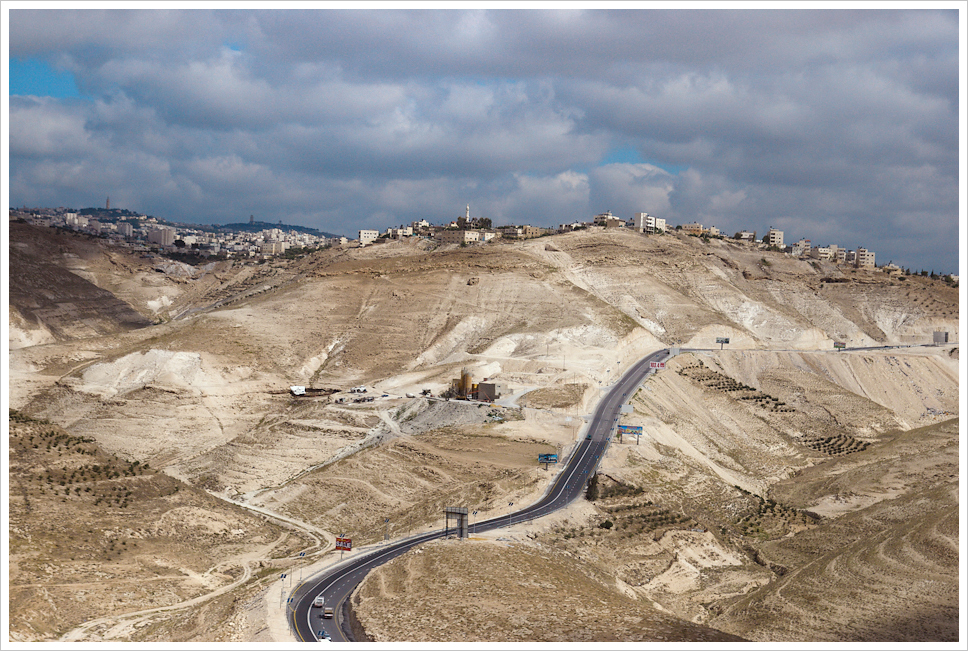

طريق وادي النار هو طريق يمر بوادي النار أحد أشهر أودية فلسطين منطقة جنوب مدينة القدس، أكتسب شهرته كونه الطريق الوحيد الذي يربط جنوب الضفة الغربية بمدينة القدس ووسطها وشمالها. يبدأ طريق وادي النار ببلدة العبيدية شمال شرق مدينة بيت لحم وينتهي ببلدة السواحرة شرق القدس، ويعد حلقة الوصل الوحيدة التي تربط نحو مليون نسمة هم سكان محافظتي بيت لحم والخليل جنوب الضفة، بوسط الضفة وشمالها، متجاوزا مدينة القدس، وهو طريق متعرج تكثر فيه حوادث السير. أقام الاحتلال حاجزاً فيه أسماه (حاجز الكونتينر).
وتسعى الحكومة الفلسطينيّة إلى تطوير طريق وادي النار باستبدال القسم الممتد من بلدة العبيديّة حتى منتصف الوادي، بطريقٍ أكثر انسابيّةً وأقّلّ خطورةً وتختصر الوقت بعدم العبور من وسط بلدتيّ العبيديّة ودار صلاح، حيث أعلنت وزارة الأشغال العامّة والإسكان الفلسطينيّة عن البدء بعملية استملاك الأراضي التي سيمرّ منها الطريق في يونيو 2019.

## روابط خارجيّة
1. https://www.maannews.net/Content.aspx?id=784294
2. https://ultrapal.ultrasawt.com/انفوجرافيك-طريق-واد-النار-الجديد-أسرع-وأكثر-انسيابية/مصطفى-بدر/تقارير/أخبار